# Kronobonde
Kronobonde var förr en bonde som inte ägde den jord han brukade, utan arrenderade den av kronan (som kronolandbo). Sådana statliga hemman kallas för kronohemman. Kronobönderna arrenderade oftast jorden under sexårsperioder, med en årligen återkommande betalning i form av avrad.
I slutet av 1600-talet förändrades de flesta kronobönders juridiska rättighet till jorden; man hade nu en besittningsrätt som var ärftlig. År 1789 stärktes denna besittningsrätt, och gick numera under namnet stadgad åborätt. I början av 1700-talet genomfördes en rad förordningar som gav kronobonden förköpsrätt till jorden.